# La camperola
La camperola (títol original en italià La ciociara) és una pel·lícula franco-italiana de Vittorio de Sica, estrenada el 1960. Ha estat doblada al català.

## Argument[2]
El 1943, una jove, vídua, decideix de fugir de Roma amb la seva filla per trobar la calma del seu poble.
El cos expedicionari francès, dirigit pel general Alphonse Juin, constituït sobretot per soldats marroquins, algerians, tunisians i senegalesos de les colònies franceses, és declarat culpable de crims de guerra als voltants de la regió de la Ciociaria a Itàlia. Destrucció de pobles, robatoris i violències, però sobretot violacions en massa (i assassinats) es multipliquen al voltant del Monte Cassino. Les xifres varien entre 700 i 2.000 dones violades, i aproximadament 800 morts. Aquests fets han rebut a Itàlia el nom de marocchinate (literalment « marroquinades »). Aquests esdeveniments serveixen de tela de fons a la novel·la d'Alberto Moravia de la qual s'ha rodat aquesta pel·lícula. Una part de la història s'inspira de fets històrics reals.

## Repartiment
- Sophia Loren: Cesira
- Jean-Paul Belmondo: Michele
- Eleonora Brown: Rosetta
- Carlo Ninchi: el pare de Michele
- Andrea Checchi: Un feixista
- Pupella Maggio: un granger
- Emma Baron: Maria
- Bruna Cealti: Evacuada
- Tony Calio
- Elsa Mancini
- Luciano Pigozzi: Scimmione
- Carolina Carbonaro
- Vincenzo Musolino: Alessandro
- Renato Salvatori: Florindo
- Raf Vallone: Giovanni
- Antonella Della Porta
- Mario Frera
- Franco Balducci
- Luciana Cortellesi
- Curt Lowens
- Ettore Mattia: El passatger del tren

## Premis i nominacions

### Premis
- 1961. Premi a la interpretació femenina (Festival de Canes) per Sophia Loren
- 1962. Oscar a la millor actriu per Sophia Loren[4]
- 1962. BAFTA a la millor actriu estrangera per Sophia Loren
- 1962. Globus d'Or a la millor pel·lícula de parla no anglesa

### Nominació
- 1961. Palma d'Or

## Crítica
Un projecte que en principi estava destinat a Anna Magnani i que va acabar sent un vehicle per la Loren, que va desplegar totes les seves armes interpretatives, intentant potser demostrar que no s'havia perdut amb el canvi. La realització de Vittorio de Sica va servir amb més eficàcia als interessos de l'estrella que als de la història narrada.